# Emmy Meixner-Wülker
Emmy Meixner-Wülker (* 17. Juni 1927 in Eppstein als Emma Maria Schiemann; † 21. November 2008 in Bayreuth) war die Gründerin und langjährige Vorsitzende des Selbsthilfevereins Angehörige um Suizid (AGUS) in Bayreuth.

## Leben
Meixner-Wülker wurde selbst im Lauf ihres Lebens zweimal mit dem Thema Suizid konfrontiert. Als junges Mädchen erfuhr sie von dem Freitod einer Kaufmannsfrau in ihrer Heimatstadt, die die Zwangsscheidung von ihrem jüdischen Ehemann nicht ertragen hatte. 1963 nahm sich ihr erster Ehemann, mit dem sie zwei gemeinsame Kinder hatte, das Leben.
Um ihre Betroffenheit zu überwinden, widmete sie sich jahrelang der Telefonseelsorge. Dort nahm sie sich insbesondere Angehörigen von Suizidenten an. 1983 trat Meixner-Wülker der Deutschen Gesellschaft für Suizidprävention bei. Schließlich gründete sie 1989 als Vorläufer von AGUS nach dem Vorbild der US-amerikanischen Survivor-Bewegung in Bayreuth die Selbsthilfegruppe Suizid. Zielsetzung der Vereinigung AGUS ist, neben der Einzelbetreuung von Hinterbliebenen, das Schicksal der Angehörigen eines Suizidenten stärker in den Vordergrund zu rücken. Die Gründung der Bewegung stieß auf bundesweites Interesse. 1995 wurde aus der Gruppe ein in ganz Deutschland agierender eingetragener Verein.
Für ihre ehrenamtliche Arbeit wurde Meixner-Wülker mit mehreren Preisen ausgezeichnet. Im Herbst 2000 gab Meixner-Wülker aus gesundheitlichen Gründen den Vorsitz des Vereins ab.

## Auszeichnungen
- 1997: Sozialpreis der Oberfrankenstiftung
- 1999: Bayerische Staatsmedaille für soziale Verdienste
- 2001: Bundesverdienstkreuz am Bande
- 2002: Hans-Rost-Preis der Deutschen Gesellschaft für Suizidprävention
- 2002: Bürgerkulturpreis vom Bayerischen Landtag
- 2006: Bayerischer Verdienstorden

## Werke
- Emmy Meixner-Wülker: Zwiespalt, Jugend zwischen NS-Erziehung und -Verfolgung VSA-Verlag, ISBN 3-87975-458-6
- Emmy Meixner-Wülker / AGUS e.V. (Hg.): Angehörige um Suizid – Gegen die Mauer des Schweigens. Didot-Verlag, ISBN 3-9804014-9-9